# Kipkoech Cheruiyot
Kipkoech Cheruiyot (* 2. Dezember 1964) ist ein ehemaliger kenianischer Mittelstreckenläufer, der seine größten Erfolge auf der 1500-Meter-Distanz hatte.
1982 gewann er bei den Leichtathletik-Afrikameisterschaften in Kairo Gold und schlug dabei Saïd Aouita. Im Jahr darauf stellte er am 26. Juli in München mit 3:34,92 min einen Junioren-Weltrekord auf, der erst zwölf Jahre später von Daniel Komen verbessert wurde.
Bei den Leichtathletik-Weltmeisterschaften 1983 in Helsinki und bei den Olympischen Spielen 1984 in Los Angeles schied er im Vorlauf aus. 1987 wurde er Elfter bei den Weltmeisterschaften in Rom, 1988 Siebter bei den Olympischen Spielen in Seoul, und 1989 gewann er Gold bei der Universiade.
Sein Zwillingsbruder Charles Cheruiyot war als Langstreckenläufer erfolgreich.

## Persönliche Bestzeiten
- 800 m: 1:46,48 min, 27. Juli 1986, Caorle
- 1500 m: 3:33,07 min, 10. August 1986, Grosseto
  - Halle: 3:37,92 min, 27. Februar 1990, Sevilla
- 1 Meile: 3:52,39 min, 2. Juli 1988, Oslo
  - Halle: 3:58,24 min, 15. Februar 1987, Fairfax
- 3000 m: 7:45,80 min, 17. September 1989, Padua